# Ајкула (филм)
Ајкула (енгл. Jaws) је амерички филмски трилер из 1975. редитеља Стивена Спилберга. Заснован је на истоименом роману Питера Бенчлија. У филму велика бела ајкула напада посетиоце плаже острва Амити што приморава шефа полиције Мартина Бродија (Рој Шајдер) на лов заједно с морским биологом Метом Хупером (Ричард Драјфус) и ловцем на ајкуле Квинтом (Роберт Шо). У улози градоначелника Лерија Вона је Мареј Хамилтон, а Бродијеве супруге Елен Лорејн Гери. Сценарио је дело Бенчлија и Карла Готлиба с тим да је Бенчли започео с писањем сценарија а Готлиб га је прерадио и довршио током снимања.
Филм је сниман на острву Мартас Винјард у Масачусетсу. Ајкула је први дугометражни биоскопски филм који је сниман на океану. Управо је то био разлог зашто се продукција суочавала с мноштво потешкоћа. Механичке ајкуле су често биле у квару што је навело Спилберга да у филму што више прикрива присуство ајкуле како кварови не би били уочљиви публици. Ајкула је заправо свега четири минута видљива у филму, а њено скривено присуство наговештава се различитим кадровима из воде, са површине и злослутном музиком коју је компоновао Џон Вилијамс. Спилбергу и његовим сарадницима на филму су као инспирација за овај упечатљиви приступ с непознаним послужили радови Алфреда Хичкока. Universal Pictures је обезбедио филму опсежну маркетиншку кампању путем телевизије и производа с мотивима из филма.
Ајкула је уткана у повест кинематографије као први прави летњи филмски блокбастер. Освојила је неколико награда за музику и монтажу међу којима је и Оскар за најбољу оригиналну музику. Држала је рекорд за најпрофитабилнији филм свих времена све до изласка Ратова звезда 1977. Оба филма су била кључна у успостављању савременог холивудског пословног модела који подразумева снимање акционих и пустоловних остварења која се издају током лета у великом броју биоскопа уз пропратно изразито рекламирање. Ајкулу прате три наставка у чијој изради нису учествовали ни Спилберг ни Бенчли: Ајкула 2 (1978), Ајкула 3 (1983) и Ајкула 4: Освета (1987). Године 2001. Конгресна библиотека одабрала је филм за чување у Националном регистру филмова Сједињених Америчких Држава.

## Радња
У обалском градићу на острву Амити, девојка Криси Воткинс одлази на ноћно пливање. Док улази у воду, несвесно је напада невидљива сила. Следећег дана њени остаци пронађени су на обали. Закључак медицинског истражитеља да је смрт настала због напада ајкуле наводи шефа полиције Мартина Бродија да затвори плажу. Градоначелник Лери Вон га убеђује да поништи своју одлуку, плашећи се да ће летњи приходи града бити уништени. Иследник се условно слаже са градоначелниковом теоријом да је Криси погинула у несрећи на чамцу. Броди нерадо прихвата њихов закључак све док ајкула не убије дечака Алекса Кинтнера наочиглед препуне плаже. На ајкулу је додељена награда, што изазива лудило у аматерском лову на ајкуле, а локални професионални пецарош ајкула Квинт нуди своје услуге за 10.000 долара. У међувремену, консултантски океанограф Мет Хупер испитује Крисине остатке и потврђује да је њену смрт изазвала ајкула — необично велика.
Када локални рибари ухвате тиграсту ајкулу, градоначелник проглашава да је плажа безбедна. Госпођа Кинтнер, Алексова мајка, суочава се са Бродијем и криви га за смрт њеног сина. Хупер изражава сумњу да је тиграста ајкула одговорна за нападе, а његове сумње су потврђене када у њеном стомаку након сецирања не буду пронађени људски остаци. Хупер и Броди проналазе полупотопљено пловило док претражују ноћне воде у Хуперовом чамцу. Под водом, Хупер уклања велики зуб велике беле ајкуле из трупа чамца, али га испушта уплашено након што је открио леш локалног рибара Бена Гарднера. Вон одбацује Бродијеве и Хуперове тврдње да је огромна бела ајкула одговорна за смрт рибара и одбија да затвори плаже, дозвољавајући само повећане мере предострожности. За викенд четвртог јула, туристи преплављују плаже. Након што неки младићи изведу шалу са лажном ајкулом, права ајкула улази у оближњу лагуну, убија наутичара и изазива шок код Бродијевог најстаријег сина Мајкла. Броди тада убеђује Вона, оптерећеног кривицом, да унајми Квинта.
Квинт, Броди и Хупер крећу Квинтовим бродом Орка да лове ајкулу. Док Броди оставља траг помија, Квинт чека прилику да ухвати ајкулу. Без упозорења, појављује се иза брода. Квинт, процењујући њену дужину на 7,6 метара и тежину од 3 тоне, харпуном је закачи за плутајућу бачву, али ајкула је повлачи под воду и нестаје.
Кад падне ноћ, Квинт и Хупер пијани размењују приче о својим ожиљцима, а Квинт открива да је преживео напад на броду УСС Индијанаполис. Ајкула се неочекивано враћа, ударајући бродски труп и онемогућавајући погон. Њих тројица раде преко ноћи, поправљајући мотор. Ујутро, Броди покушава да позове обалску стражу, али Квинт, који је постао опседнут убијањем ајкуле, не желећи спољашњу помоћ, разбија радио. Након дуге потере, Квинт харпуном везује ајкулу за другу бачву. Конопац је везан за битве на крми, али ајкула вуче брод уназад, преплављујући палубу и поплављујући део са мотором. Квинт се спрема да пресече конопац како би спречио извлачење крмене греде, али битве се ломе, држећи цеви причвршћене за ајкулу. Квинт креће ка обали да одвуче ајкулу у плиће воде, али преоптерећује оштећени мотор и он отказује.
Док Орка полако тоне, њих тројица покушавају рискантнији приступ. Хупер улази у воду у кавезу отпорном на ајкуле, са намером да убризга смртоносни стрихнин у ајкулу, користећи хиподермично копље. Ајкула напада кавез, узрокујући да Хупер испусти копље, које тоне и бива изгубљено. Док се ајкула млати у замршеним остацима кавеза, Хупер успева да побегне на морско дно. Ајкула се ослобађа и скаче на брод, прождирући Квинта том приликом. Заробљен на броду који тоне, Броди гура резервоар за роњење под притиском у уста ајкуле и пење се на јарбол. Он пуца у резервоар Квинтовом пушком, убијајући ајкулу услед експлозије. Хупер поново излази на површину и плива назад на острво Амити са Бродијем, држећи се за преостале бачве.

## Улоге
| Глумац         | Улога        |
| -------------- | ------------ |
| Рој Шајдер     | Мартин Броди |
| Роберт Шо      | Квинт        |
| Ричард Драјфус | Мет Хупер    |
| Лорејн Гери    | Елен Броди   |
| Мареј Хамилтон | Лери Вон     |